# Agrostis longiaristata
Agrostis longiaristata é uma espécie de gramínea do gênero Agrostis, pertencente à família Poaceae.